# Спенсер, Ноэль
Ноэль Спенсер (англ. Noel Spencer; род. 26 июля 1977, Вуллонгонг, Новый Южный Уэльс, Австралия) — австралийский футболист.

## Биография
Ноэль начал заниматься футболом в своём родном городе Вуллонгонге и с 1996 по 2000 год и был частью команды «Вуллонгонг Вулвз», выигравшей регулярный сезон НСЛ 1999/2000. После победы в регулярном чемпионате Ноэль перешел в «Новерн Спирит», за который он играл 4 года, был капитаном, пока НСЛ не прекратила свое существование. В период между закрытием НСЛ и началом первого сезона А-лиги он провел сезон за «Парраматта Иглз».
К первому сезону Hyundai A-League подписал контракт с «Сентрал Кост Маринерс». Он был первым капитаном Маринерс и вывел свою команду в первый гранд-финал Hyundai A-League, едва не удостоившись чести стать первым капитаном, выигравшим трофей Hyundai A-League. Он забил гол в день открытия первого сезона А-лиги, на выезде в матче против «Перт Глори», с 30-ярдового расстояния поразив правый верхний угол ворот. В конце сезона этот гол был отмечен наградой «Лучший гол года в составе». В сезоне А-лиги 05/06 он забил 6 голов и выходил в стартовом составе в каждой игре за «Маринерз». Этот рекорд сохранялся до 12 ноября, когда он выбыл из строя из-за травмы, полученной в матче стартового состава против «Ньюкасл Джетс». 26 января 2007 года, ему, а также Вуко Томашевичу и Уэйну О’Салливану сообщили, что их контракты не будут продлены на следующий сезон.
После ухода из Маринерс Ноэль подписал шестимесячный контракт с «Сиднеем». В 2007 году он играл за «Сидней» в Лиге чемпионов АФК.
В мае 2007 года Ноэль Спенсер подписал двухлетний контракт с «Ньюкасл Юнайтед Джетс» в качестве замены Тиму Брауну. Он дебютировал в А-лиге за «Джетс», выйдя на замену в матче против «Перт Глори» 26 августа 2007 года. После сезона 2008/09 в А-лиге он объявил о завершении карьеры футболиста из-за травмы.
В 2009 году, после ухода из «Джетс», он подписал контракт с клубом «Дапто Дандалу Фьюри», выступавшим в полупрофессиональной лиге, и помог клубу выиграть медали в 2009, 2011 и 2012 годах. В своем последнем сезоне в клубе Ноэль был назначен играющим тренером и возглавил команду. Команда под его руководством выиграла регулярный сезон и побеждает в Гранд-финале клуб «Булли ФК».

## Достижения

### Клубные
- Победитель Национальной футбольной лиги: 1 (1999/2000)
- Победитель Регулярного чемпионата А-Лиги: 1 (2007/08)
- Победитель Премьер-Лиги Иллаварра: 4 (2009, 2011, 2012, 2014)